# 581 C
«581 C» — четвёртый сингл эстонской поп-певицы Лауры Пыльдвере с её дебютного альбома Muusa. Продолжительность — 5:01.

## Награды
- Песня получила титул «Радиохит года» на Ежегодной премии эстонской поп-музыки в 2009 году.[1]